# 멀리 있는 연인에게

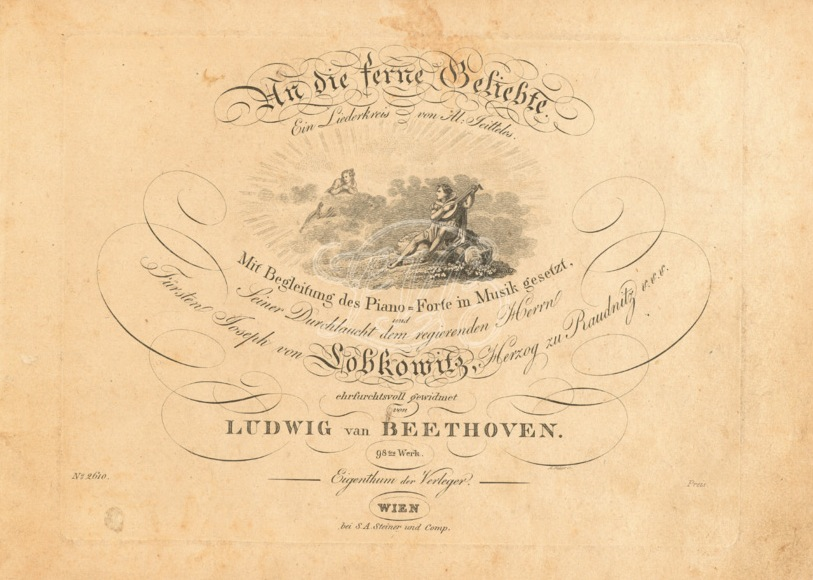

《멀리 있는 연인에게 작품번호 98》(독일어: An die ferne Geliebte, 영어: To the distant beloved)는 루트비히 판 베토벤이 1816년에 빈에서 작곡한 연가곡이다. 주요 작곡가가 쓴 연가곡의 첫 번째 사례로 간주되고 있다.

## 연혁
베토벤이 중기 걸작의 숲 시대를 마감하며 침체에 빠졌던 시기에 쓴 작품이다. 작곡 시기는 정확히 1816년 4월이다. 베토벤은 당시 교향곡이나 현악 사중주는 쓰지 않았고, 피아노 소나타에서도 유일하게 28번을 작곡했을 뿐이다. 그러나 후기로 접어들기 직전의 시기여서 작곡가로서의 베토벤의 필치는 숙련되어 있었다. 이 작품에서도 1곡의 주제를 마지막 6곡으로 회귀시키는 등 전체 구성과 조바꿈 등에서 베토벤의 숙련된 작곡 기법이 나타나 있다.
작사자는 프라하 출신의 의학생 알로이스 야이텔레스로, 그가 스물 한 살 때 쓴 연작시이다. 베토벤은 야이텔레스의 전쟁 부상자에 대한 자선활동을 지원한 것에 대한 답례로 야이텔레스에게서 이 시를 받았다. 야이텔레스는 빈의 잡지나 연감, 특히 셀람과 아글라자에 경제성을 띤 짧은 시를 여러 편 발표하여 이름을 알리고 있었다. 그는 나중에 브르노에서 무서운 콜레라가 유행하고 사망자가 발생하는 동안 그의 환자들을 위해 지칠 줄 모르고 일함으로써 명성을 떨친 활동적이고 사심 없는 청년이었다.
베토벤은 이미 마티손의 시 "아델라이데"를 배경으로 내면의 갈망의 감정을 탐구했지만, 이 시에서는 사랑하는 사람과의 거리가 더 크고, 그리움도 더 강렬하며, 더 이상 그녀의 이름 소리에만 만족하지 않고, 주변 풍경 전체를 물들이는 분리라는 발톱 같은 고통에 사로잡혀 있다. 프리드랜더는 전체 구성을 자전적 의미로 여겼고, 작곡가가 갈망하는 주제는 다름 아닌 1812년 7월에 쓴 그의 편지에서의 불멸의 사랑, "불멸의 연인"이라고 여겼다.
이 곡은 슈만이 매우 좋아하는 곡으로도 알려져 있다. 슈만은 자신의 "환상곡 다장조"나, "현악 사중주 2번"에서 이 곡의 주제를 인용하고 있다.
출판은 같은 해에 지그문트 안톤 슈타이너 사를 통해 이루어졌다. 헌정은 요제프 프란츠 롭코비츠 공작에게 이루어졌다.

## 구성
총 여섯 개의 노래로 구성된다. 연주 시간은 대략 13분이며, 끊김없이 진행된다.
제1곡. 언덕 위에 앉아 바라보네.
상당히 느리게 표정을 가지고 (내림마장조), 3/4 박자
제2곡. 산들이 그렇게 푸르른 곳.
조금 더 빨리, 포코 알레그레토 (사장조), 6/8 박자
제3곡. 하늘 높이 나는 돛단배야.
알레그레토 아사이 (내림가장조), 4/4 박자
제4곡. 높은 곳에 떠 있는 구름아.
너무 빠르지 않게 쾌적하게 풍부한 감정을 가지고 (사장조), 6/8 박자
제5곡. 오월이 돌아오고 목장엔 꽃이 피네.
비바체 (다장조), 4/4 박자
제6곡. 사랑하는 그대여, 이제 받아주오.
안단테 콘 모토, 칸타빌레 (내림마장조), 2/4 박자 - 3/4 박자

## 가사
1. Auf dem Hügel sitz ich spähend

Auf dem Hügel sitz ich spähend

In das blaue Nebelland,

Nach den fernen Triften sehend,

Wo ich dich, Geliebte, fand.

언덕 위에 앉아 푸르고 흐린

구름 경치를 바라보네.

멀리 있는 저 목장은

사랑하는 당신을 알게 된 곳이네.

Weit bin ich von dir geschieden,

Trennend liegen Berg und Tal

Zwischen uns und unserm Frieden,

Unserm Glück und unsrer Qual.

그대와 나는 멀리 떨어져 있네.

우리 사이에는 산과 계곡이 있고,

그것은 우리, 또 우리의 평화와

행복과 슬픔도 갈라 놓고 있네.

Ach, den Blick kannst du nicht sehen,

Der zu dir so glühend eilt,

Und die Seufzer, sie verwehen

In dem Raume, der uns theilt

아, 그대를 향한 이토록 격렬한 내 열정,

그대는 이것을 볼 수 없네,

우리를 갈라놓은 공간 속으로

한숨이 흩어지네.

Will denn nichts mehr zu dir dringen,

Nichts der Liebe Bote sein?

Singen will ich, Lieder singen,

Die dir klagen meine Pein!

그대를 만날 방법은 없는지,

사랑의 전령은 전혀 없는 걸까요?

난 작은 노래를 부르겠어요,

이 고통을 전할 슬픈 노래를!

Denn vor Liebesklang entweichet

Jeder Raum und jede Zeit,

Und ein liebend Herz erreichet

Was ein liebend Herz geweiht!

노랫소리를 들으면

모든 시공간이 사라지겠죠,

사랑의 마음은 이룰 수 있을 거에요,

진심으로 소중히 생각하는 것을.

2. Wo die Berge so blau

Wo die Berge so blau

Aus dem nebligen Grau

Schauen herein,

Wo die Sonne verglüht,

Wo die Wolke umzieht,

Möchte ich sein!

산들이 그렇게 푸르른 곳,

안개처럼 희미한 회색빛에서

아래를 내려다 보라,

태양의 마지막 빛이 비치는 곳,

구름들이 몰려드는 곳,

난 그곳에 있고 싶네!

Dort im ruhigen Tal

Schweigen Schmerzen und Qual

Wo im Gestein

Still die Primel dort sinnt,

Weht so leise der Wind,

Möchte ich sein!

고요한 계곡이 있는 그곳엔,

슬픔이나 고통이 잠들어 있네.

그곳 바위들 사이에는,

앵초가 명상에 잠겨 있고.

바람도 그렇게 부드러울 수가 없네.

난 그곳에 있고 싶네!

Hin zum sinnigen Wald

Drängt mich Liebesgewalt,

Innere Pein

Ach, mich zög's nicht von hier,

Könnt ich, Traute, bei dir

Ewiglich sein!

몽환의 숲 안에서

나는 애타는 사랑과 함께

내면의 고통으로 빠져드네.

아, 내가 그곳에 있는다면,

사랑하는 그대와 함께 지낼텐데,

영원토록!

3. Leichte Segler in den Höhen

Leichte Segler in den Höhen,

Und du, Bächlein klein und schmal,

Könnt mein Liebchen ihr erspähen,

Grüßt sie mir viel tausendmal.

하늘 높이 나는 돛단배야,

작고 가늘게 흐르는 시냇물아,

내 사랑을 찾으면,

수천 종의 인사말을 전해다오.

Seht ihr, Wolken, sie dann gehen

Sinnend in dem stillen Tal,

Laßt mein Bild vor ihr entstehen

In dem luft'gen Himmelssaal.

구름아, 그녀의 뒤를 쫓아,

조용한 계곡에서 쉬는 그녀 앞에

내 모습을 보여다오,

거룩한 하늘 아래에서.

Wird sie an den Büschen stehen

Die nun herbstlich falb und kahl.

Klagt ihr, wie mir ist geschehen,

Klagt ihr, Vöglein, meine Qual.

만일 그녀가 숲 옆을 지나간다면,

가을 잎 지는 숲 가까이에서

그녀에게 전해다오, 내가 무얼 하는지.

작은 새들아, 내 고통을 울음으로 전해다오.

Stille Weste, bringt im Wehen

Hin zu meiner Herzenswahl

Meine Seufzer, die vergehen

Wie der Sonne letzter Strahl.

고요하게 부는 서풍, 그대의 산들바람,

내 마음이 선택한 것으로 불어오고,

나의 한숨은 희미하게 지나가네.

태양의 마지막 광선처럼.

Flüstr' ihr zu mein Liebesflehen,

Laß sie, Bächlein klein und schmal,

Treu in deinen Wogen sehen

Meine Tränen ohne Zahl!

가늘게 흐르는 작은 시냇물아,

내 사랑의 탄원을 속삭여다오, 하염없이,

흐르는 내 눈물을 그녀가 정말 볼 수 있게

너의 굽이치는 물결로!

4. Diese Wolken in den Höhen

Diese Wolken in den Höhen,

Dieser Vöglein muntrer Zug,

Werden dich, o Huldin, sehen.

Nehmt mich mit im leichten Flug!

높은 곳에 떠 있는 구름아,

흥겹게 몰려다니는 작은 새들아,

너희들은 내 연인을 볼 수 있을 것이다.

나도 너처럼 가볍게 날도록 해다오!

Diese Weste werden spielen

Scherzend dir um Wang' und Brust,

In den seidnen Locken wühlen.

Teilt ich mit euch diese Lust!

서쪽에서 불어온 바람은

그녀의 뺨과 가슴을 놀려대고 있겠지,

비단결 머리칼을 파헤치면서.

이 즐거움 너와 함께 나누고 싶구나!

Hin zu dir von jenen Hügeln

Emsig dieses Bächlein eilt.

Wird ihr Bild sich in dir spiegeln,

Fließ zurück dann unverweilt!

이 언덕에서 그녀가 있는 그곳으로,

작은 시냇물이 서둘러 내려가네.

그녀의 모습이 네게 비치면,

지체하지 말고 돌아 흘러오거라!

5. Es kehret der Maien, es blühet die Au

Es kehret der Maien, es blühet die Au,

Die Lüfte, sie wehen so milde, so lau,

Geschwätzig die Bäche nun rinnen.

오월이 돌아오고 목장에는 꽃이 피네.

불어오는 산들바람은 아주 포근하고 아주 훈훈하네.

시냇물도 이제 졸졸 흐르네.

Die Schwalbe, die kehret zum wirtlichen Dach,

Sie baut sich so emsig ihr bräutlich Gemach,

Die Liebe soll wohnen da drinnen.

아늑한 지붕에 다시 날아드는 제비,

아주 바쁘게 신방을 꾸미네.

앞으로 사랑이 그곳에서 움트리라.

Sie bringt sich geschäftig von kreuz und von quer

Manch weicheres Stück zu dem Brautbett hierher,

Manch wärmendes Stück für die Kleinen

여기저기서 바쁘게 재료를 가져오네,

신부의 침대를 위해서는 편안한 것을.

작은 새끼들을 위해서는 포근한 것을.

Nun wohnen die Gatten beisammen so treu,

Was Winter geschieden, verband nun der Mai,

Was liebet, das weiß er zu einen.

이제 금슬 좋게 둘이 모여 함께 살고 있네.

겨울이 갈라놓았던 오월도 다시 모여드네.

사랑, 그것은 하나가 되는 방법을 알고 있네.

Es kehret der Maien, es blühet die Au.

Die Lüfte, sie wehen so milde, so lau.

Nur ich kann nicht ziehen von hinnen.

오월이 돌아오고, 목장에 꽃이 피고,

산들바람 포근히 불어오네, 아주 훈훈히.

오로지 나만 여기를 벗어날 수 없네.

Wenn alles, was liebet, der Frühling vereint,

Nur unserer Liebe kein Frühling erscheint,

Und Tränen sind all ihr Gewinnen.

모두가 사랑할 때, 봄은 함께 하지만,

우리의 사랑 앞엔 어떤 봄도 나타나지 않고,

눈물 만이 우리를 위로하네.

6. Nimm sie hin denn, diese Lieder

Nimm sie hin denn, diese Lieder,

Die ich dir, Geliebte, sang,

Singe sie dann abends wieder

Zu der Laute süßem Klang.

사랑하는 그대여, 이제 받아주오,

내 그대에게 노래하노니,

저녁에 그 노래들 다시 불러보아요.

달콤한 라우테 소리에 맞추어.

Wenn das Dämmrungsrot dann zieht

Nach dem stillen blauen See,

Und sein letzter Strahl verglühet

Hinter jener Bergeshöh;

붉은 황혼 빛이 옮겨 가네,

고요하고 푸른 호수 쪽으로.

그리고 마지막 빛이 사라져가네.

저 산정 너머로.

Und du singst, was ich gesungen,

Was mir aus der vollen Brust

Ohne Kunstgepräng erklungen,

Nur der Sehnsucht sich bewußt:

그대는 노래하네, 내가 불렀던 노래를.

그것은 내 마음 깊은 곳에서,

자연스럽게 울려 나온 노래.

그리움만이 그것을 알고 있으리.

Dann vor diesen Liedern weichet

Was geschieden uns so weit,

Und ein liebend Herz erreichet

Was ein liebend Herz geweiht.

이제 이 노래로 녹여버리리라,

우리 사이를 그렇게 멀리 갈라놓았던 것들을.

그리고 사랑의 마음은 이루어질 것이고,

사랑의 마음은 거룩해 질 것이리라!